# Pedro de Soto
Pedro de Soto O.P. (* zwischen 1494 und 1500 in Salamanca; † 20. April 1563 in Trient) war spanischer Dominikanertheologe, Konzilstheologe in Trient und Kaiserlicher Berater in allen religiösen und kirchenpolitischen Fragen.

## Leben und Wirken
Pedro de Soto studierte Philosophie und Theologie an der Universität Salamanca, einer der bedeutendsten Universitäten seiner Zeit, wo er am 30. März 1518 in den dortigen Dominikanerorden eintrat und am 1. April 1519 seine Profess ablegte. Nach dem Empfang der Priesterweihe in Toledo war er in den Jahren 1526/27 im Konvent Talavera in strenger Observanz und wurde dort 1530 zum Subprior gewählt. 1532 wurde Pedro de Soto Prior in Ocaña und 1533 Generalprediger des dortigen Provinzialkapitels. Ab 1535 war er Prior in Talavera und ab 1538 wieder in Ocaña, wo ihn das Provinzialkapitel 1541 zusammen mit Melchior Cano zum Magister der Theologie vorschlug.
Im April 1542 gründete er mit anderen ein Konvent strenger Observanz in Aranda de Duero und wurde am 1. Juni 1542 von Kaiser Karl V. zu seinem Beichtvater und religiösen Berater berufen. In dieser Funktion betrieb er unter anderem die Verhaftung des spanischen Humanisten und Protestanten Francisco de Enzinas’ in den Niederlanden, der die erste Übersetzung des Neuen Testaments ins Spanische 1543 in Antwerpen hatte drucken lassen. Als Beichtvater des Kaisers wurde Pedro de Soto 1543 auf dem Provinzialkapitel zum Magister der Theologie ernannt und konnte im Jahre 1544 durch seine diplomatischen Fähigkeiten mit seinem in französischem Dienste stehenden Beraterkollegen P. Gabriel de Guzmán den Frieden von Crépy erreichen. 
Seine Hauptarbeit bestand darin, die katholische Erneuerung durch die Jesuiten voranzutreiben und die eigenen Ordensstudien und Konvente wiederherzustellen. Dabei war er 1548 maßgeblich an der Abfassung und Verabschiedung des Interim beim Reichstag zu Augsburg beteiligt. Aufgrund seiner Ablehnung härterer Strafen gegen lutherische Prediger legte er schließlich sein Berateramt am 15. August 1548 beim Kaiser nieder und wurde ein Jahr später 1549 vom Augsburger Fürstbischof Otto von Waldburg mit der Gründung der Universität Dillingen beauftragt. Als Gründungsrektor konnte er in Dillingen wichtige theologische Werke, wie seinen deutschen und lateinischen Katechismus von 1549 veröffentlichen.
1552 musste Pedro de Soto vor den lutherischen Truppen von Moritz von Sachsen nach Friesach fliehen, und konnte erst am 21. Mai 1554 die Universität nach längerem Wiederaufbau neu eröffnen. Während des Wiederaufbaus in Dillingen lernte de Soto 1553 Reginald Pole kennen, der ihn zur Unterstützung der Gegenreformation unter Königin Maria I. Tudor 1555 nach England holte. Pedro de Soto wurde Professor an der Universität Oxford und sorgte für Wiederherstellung von Klöstern. Insgesamt blieb er nur kurze Zeit in Oxford und folgte bereits 1556 einen Ruf durch Kaiser Karl V. nach Brüssel, wo er die ihm angetragene Bischofs- und Kardinalswürde ablehnte.
Im Jahre 1558 ging Pedro de Soto nach Spanien zurück und wurde in seinem Konvent in Talavera wieder Prior. Am 22. August 1558 lehnte er die Ernennung zum Generalvikar für die Spanischen Kolonien in Amerika ab, die Ernennung zum Vikar der spanischen Ordensprovinz im Jahr 1559 nahm er jedoch an. Diese Position verlor er allerdings ein Jahr später an Melchior Cano. Am 9. Mai 1561 wurde er schließlich zum Päpstlichen Theologen für die letzte Sitzungsperiode des Trienter Konzils ernannt und machte sich dazu im Juli 1561 auf den Weg zunächst nach Rom, 1563 starb er während des Konzils in Trient.